# Raphaëlle Rémy-Leleu
Raphaëlle Rémy-Leleu, née le 28 janvier 1992 à Seclin (Nord), est une femme politique et militante féministe française. Figure de l'association Osez le féminisme ! et membre d'Europe Écologie Les Verts, elle est élue conseillère de Paris en juillet 2020. Dès lors, elle appartient à la majorité menée par la maire de Paris, Anne Hidalgo. Elle est également porte-parole d'Europe Écologie Les Verts Île-de-France.

## Parcours militant et politique
Raphaëlle Rémy-Leleu commence par militer auprès des associations d'aide aux sans-papiers en 2009, puis de l'Union nationale des étudiants de France (UNEF) de 2010 à 2014,. Elle est diplômée de Sciences Po Paris où elle est, durant sa scolarité, élue vice-présidente étudiante du conseil de direction. Elle devient par la suite membre du conseil d'administration, puis porte-parole, de l'association Osez le féminisme ! (OLF),,. De par cette fonction, elle est régulièrement interrogée et citée par la presse française et internationale sur des sujets tels que l'affaire Harvey Weinstein, celle de Roman Polanski ou encore le mouvement #MeToo.    
En 2018, elle publie Beyoncé est-elle féministe, et autres questions pour comprendre le féminisme,,. 
Aux élections municipales de 2020, elle est candidate au Conseil de Paris sous l'étiquette Europe Écologie Les Verts (EÉLV) tête de liste du premier secteur Paris Centre lequel réunit les quatre premiers arrondissements parisiens. Au second tour, EÉLV fait liste commune avec Ariel Weil, nouveau maire élu juin 2020 et d'Europe Écologie Les Verts, et Raphaëlle Rémy-Leleu devient conseillère déléguée chargée des grands projets de végétalisation, d'écoresponsabilité et de la citoyenneté. Egalement élue conseillère de Paris, elle appartient alors à la majorité menée par la maire de Paris, Anne Hidalgo.  
Fin juillet 2020, elle prend avec Alice Coffin la tête du mouvement qui dénonce le soutien de Christophe Girard, alors adjoint à la Culture, envers l’écrivain Gabriel Matzneff,, soupçonné de pédophilie. Christophe Girard démissionne par la suite de son poste d'adjoint, en raison de cette dénonciation et de la révélation de l'existence de trois notes de frais payées par la ville de Paris pour des dîners avec Matzneff, mais conserve son siège au conseil d'administration de la Société d'exploitation de la tour Eiffel (Sete),,,. Le 28 janvier 2022, elle est mise en examen pour diffamation et injure publique à l'égard de Christophe Girard à la suite de tweets. Avec les autres mises en cause, Raphaëlle Rémy-Leleu est relaxée par le Tribunal correctionnel de Paris le 17 mai 2024,.
De novembre 2021 à mars 2022, elle dirige par intérim Le Nid, une association qui milite pour l'abolition de la prostitution.
Le 21 janvier 2021, elle s'entretient avec un étudiant qui affirme quelques jours plus tard sur Twitter avoir été violé deux ans plus tôt par le conseiller de Paris Maxime Cochard et son compagnon, Victor Laby. Cette affaire déclenche l’apparition et le succès du hashtag #MeTooGay, sur le modèle du mouvement #MeToo.
Ses prises de position abolitionnistes vis-à-vis de la prostitution, exprimées notamment lorsqu'elle dirigeait OLF et le mouvement du Nid, lui valent une franche hostilité de la part d'Act Up Paris et du Syndicat du travail sexuel (Strass), aux opinions opposées. Ces dernières jugent que Le Nid est une association catholique transphobe et opposée aux travailleuses et travailleurs du sexe.

## Résultats électoraux

### Élections municipales
Les résultats ci-dessous concernent uniquement les élections où elle est tête de liste.
| Année | Parti | Parti | Circonscription | Premier tour | Premier tour | Premier tour | Second tour                        | Second tour                        | Second tour                        |
| Année | Parti | Parti | Circonscription | Voix         | %            | Rang         | Voix                               | %                                  | Rang                               |
| ----- | ----- | ----- | --------------- | ------------ | ------------ | ------------ | ---------------------------------- | ---------------------------------- | ---------------------------------- |
| 2020  |       | EÉLV  | Paris Centre    | 3 090        | 10,38        | 4e           | Fusion avec la liste de Ariel Weil | Fusion avec la liste de Ariel Weil | Fusion avec la liste de Ariel Weil |

## Publication
- Beyoncé est-elle féministe, et autres questions pour comprendre le féminisme (avec Margaux Collet), Paris, First Éditions, 2018